# لوكاس شول
لوكاس شول (بالألمانية: Lucas-Julian Scholl) هو لاعب كرة قدم ألماني في مركز الوسط، ولد في 5 يوليو 1996 في ميونخ في ألمانيا. لعب مع بايرن ميونخ.

## وصلات خارجية
- لوكاس شول على موقع الاتحاد الأوربي (الإنجليزية)
- لوكاس شول على موقع قاعدة بيانات كرة القدم.إي يو (الإنجليزية)
- لوكاس شول على موقع Soccerway.com (الإنجليزية)
- لوكاس شول على موقع عالم كرة القدم.نت (الإنجليزية)